# Свети Йоан Предтеча (Дамаскиния)
„Свети Йоан Предтеча“ или „Свети Яни“ (на гръцки: Ιερός Ναός Ιωάννου Προδρόμου, Τιμίου Προδρόμου, Άη Γιάννης) е православна църква край село Дамаскиния (Виделуща), Егейска Македония, Гърция, част от Сисанийската и Сятищка епархия на Вселенската патриаршия.

## Описание
Църквата е разположена в планината Одре, на хълм северозападно от Дамаскиния и югозападно от Осничани (Кастанофито). Построена е в XIX век.